# Schizaspidia coromandelica
Schizaspidia coromandelica (лат.) — вид паразитических наездников рода Schizaspidia из семейства Eucharitidae. Назван по имени места обнаружения.

## Распространение
Встречаются в Индии (Tamil Nadu).

## Описание
Мелкие хальцидоидные наездники, длина около 3 мм. Основная окраска чёрная с отблеском и коричневатыми отметинами на ногах. Отличается от всех других видов Schizaspidia следующими признаками: брюшко субокруглое; петиоль гладкий; мезоплеврон морщинисто-пунктированные; скутеллярные отростки развиты, короткие; отростки члеников жгутика плоские; поперечная тёмная полоса на передних крыльях отсутствует. Предположительно как и другие близкие виды паразитоиды личинок и куколок муравьев (Formicidae).
Вид был впервые описан в 1974 году вместе с Schizaspidia sabariensis, а его валидный статус подтверждён в ходе ревизии, проведённой в 1985 году индийским гименоптерологом Текке Куруппате Нарендраном (1944—2013; Калькуттский университет, Индия). Сходен с Schizaspidia malabarica, но у последнего петиоль морщинистый и брюшко вытянутое.